# Vale de Cambra
Vale de Cambra es una ciudad portuguesa del distrito de Aveiro situada en la región estadística del Norte (NUTS II), en la Área Metropolitana de Oporto (NUTS III) y comunidad intermunicipal de Gran Área Metropolitana de Oporto, con cerca de 4100 habitantes. 
Es sede de un municipio con 146,21 km² de área y 21 275 habitantes (2021), subdividido en siete freguesias. El municipio limita al norte con los municipios de Arouca, al este con São Pedro do Sul, al sureste con Oliveira de Frades, al sur con Sever do Vouga y al oeste con Oliveira de Azeméis.

## Demografía
| Gráfica de evolución demográfica de Vale de Cambra entre 1864 y 2021 |
|                                                                      |
| Datos según el nomenclátor publicado por el INE portugués.           |

## Organización territorial
El municipio de Vale de Cambra está formado por siete freguesias:
- Arões
- Cepelos
- Junqueira
- Macieira de Cambra
- Roge
- São Pedro de Castelões
- Vila Chã, Codal e Vila Cova de Perrinho